# Frontera entre França i Andorra
La frontera entre França i Andorra és la frontera que separa els estats d'Andorra i França, estat membre de la Unió Europea i integrat en l'Espai Schengen. S'estén sobre 57 km, al sud de França (departaments de l'Arièja i dels Pirineus Orientals) i al nord i nord-est d'Andorra.
És la tercera frontera terrestre més petita de França, després de la frontera amb Mònaco i la frontera amb els Països Baixos (sobre Saint Martin).

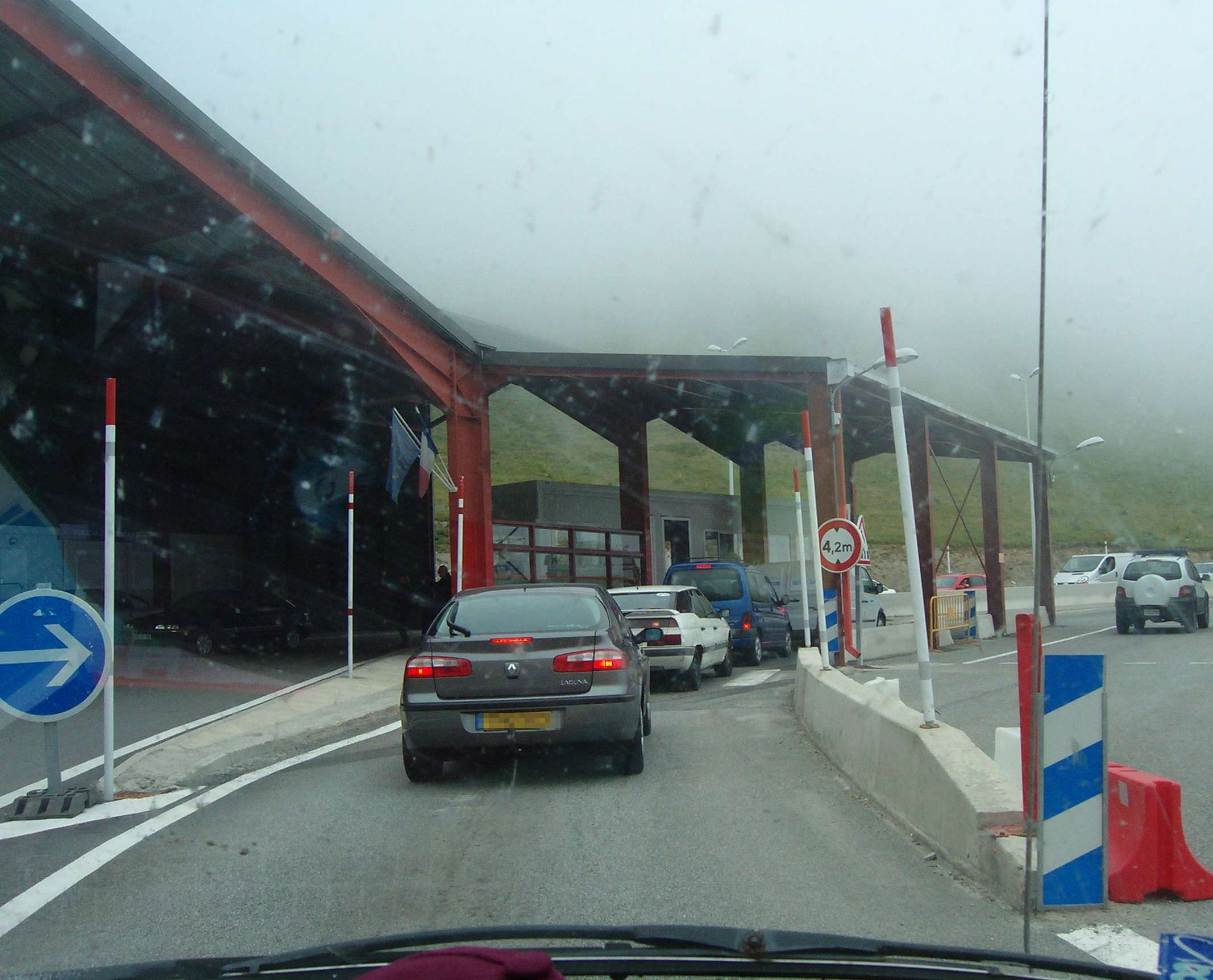
Pas fronterer entre França i Andorra

## Característiques
Inicia a l'oest al trifini occidental Andorra-Espanya França, situat al pic de Medacorba (42° 36′ 13″ N, 01° 26′ 33″ E / 42.60361°N,1.44250°E). Segueix després en direcció general cap al nord-est, després al sud-est fins al trifini oriental Andorra-Espanya-França (42° 30′ 9″ N, 1° 43′ 33″ E / 42.50250°N,1.72583°E).
En la seva major part, des del pic de Medacorba fins al pic de la Cabaneta, la frontera segueix la línia de repartiment de les aigües entre la Valira, tributari de la conca de l'Ebre (Mediterrani) i l'Arièja, tributari de la conca de la Garona (oceà Atlàntic), després s'allunya, baixa per l'Arièja (que serveix llavors de frontera durant alguns quilòmetres) i troba la línia divisòria de les aigües a prop al pic Negre d'Envalira, molt prop del trifini oriental. Una petita part, la Solana d'Andorra, es troba doncs sobre el vessant nord dels Pirineus, a la vall alta de l'Arièja.
Només hi ha dos punts de pas entre tots dos països, situats a més de 2000 metres d'altitud i contigus: un pel poble del Pas de la Casa i l'altre al Port d'Envalira, un a 500 m més al nord per l'entrada del túnel d'Envalira que permet evitar el poble i el port. No hi ha punts de pas ferroviari.
Fins a en 2012, la frontera franco-andorrana era essencialment consensuada, la qual cosa significa que cap tractat internacional no havia fixat el seu traçat (per tant no hi ha delimitació).

## Modificacions recents
En 2001, un tractat bilateral entre França i Andorra va portar a rectificar la frontera. Es va estipular l'intercanvi de dues parcel·les de territori de superfícies iguals de 15 925 m2 cadascuna. L'operació va permetre que Andorra pogués construir, sobre la parcel·la cedida, el viaducte que ha de connectar el túnel d'Envalira a la RN22.
El municipi nordcatalà de Porta, als Pirineus Orientals, prop de la frontera, ha atacat aquest decret davant el Consell d'Estat al·legant com a motiu que l'Estat té una obligació constitucional de consultar amb els municipis fronterers quan s'està procedint a una modificació d'aquesta. En una decisió important en el dret administratiu francès, el Consell d'Estat va rebutjar el recurs d'anul·lació del decret per diversos motius, d'una banda que examinar la Constitució de la llei que ha ratificat el tractat que modifica la frontera, no és de la seva competència; i que no pertany més a la jurisdicció administrativa que és de pronunciar-se sobre el pertinent als estipulats d'un compromís internacional o sobre la seva validesa a la vista d'altres compromisos internacionals subscrits per França.
El 6 de març de 2012, un tractat bilateral signat entre França i Andorra va arreglar oficialment el traçat de la frontera. El text de llei que valida aquest text és adoptat definitivament al juny 2015 i va entrar en vigor l'1 de gener de 2016.

## Entitats que voregen la frontera
D'occident a orient:
Del costat francès, 9 comunes:
- 7 d'Arieja: Ausat, Lercol, Siguèr, Gestièrs, Aston, Merens, L'Ospitalet;
- 2 de Catalunya del Nord: Portè, Porta.

Del costat andorrà, 4 parròquies:
- La Massana, Ordino, Canillo i Encamp.